# ACFE
De Association of Certified Fraud Examiners (ACFE) is een internationale beroepsvereniging van forensisch accountants/fraudeonderzoekers. ACFE is wereldwijd actief.
De ACFE is opgericht in 1988 en heeft als doel de uitoefening van fraudeonderzoek op een hoger plan te brengen door het professionaliseren van de leden van de vereniging. Dat gebeurt onder meer door het faciliteren van onderzoek op de vakgebieden en het inrichten van een register van professionals die voldoen aan de eisen om ingeschreven te kunnen worden. De ACFE heeft lokale afdelingen in 125 landen.

## Certificering
De ACFE kent de volgende certificering:
- CFE - Certified Fraud Examiner